# 셰르니
셰르니(이탈리아어: Scerni)는 이탈리아 아브루초주 키에티도에 있는 코무네이다. 지역 사투리로는 시르네(Scirne)라고도 한다. 한때 양시칠리아 왕국의 일부분이기도 하였다.

## 기후
1961년~1990년까지 조사한 결과를 바탕으로 평균 기온이 가장 추운 달은 6.1 °C인 1월이고 가장 따뜻한 달은 24,0 °C인 8월이다.

## 역사
셰르니의 역사는 정확하게 알려진 것이 없다. 단 확실한 것은 현재 마을이 있는 지역은 선사 시대와 고대 로마 시대에도 사람이 거주했던 곳이다. 중세 시대에는 성과 요새들이 도시 주변에 건설되었다.
1860년 2월 25일~27일에 수천 명의 농부들이 몽둥이와 핼버드로 무장하고 마르퀴스 다발로스의 사유지로 쳐들어가 저택에 불을 지르고, 땔감을 훔치고 숲 관리자들을 구타했다. 농부들의 분노와 수적 우세를 바탕으로 경찰들과 폴루트리 그리고 몬테오도리시오의 도시 경비대들을 무찔렀다.

## 같이 보기
- 키에티도